# 呉昌文
呉 昌文（ご しょうぶん、ゴ・スオン・ヴァン、ベトナム語：Ngô Xương Văn / 吳昌文、934年 - 965年）は、呉権の次男で、ベトナム呉朝の君主。
呉権の死後、呉朝の政権を奪った楊三哥を排除し、南晋王を称した。兄の呉昌岌を迎えて天策王とし、呉朝を共同統治した。965年、唐阮二村の乱の平定中に、伏兵にあって船上で戦死した。